# Свободна територия Триест
Свободната територия Триест или Свободен град Триест, а понякога и Свободната държава Триест (на италиански: Territorio libero di Trieste; на словенски: Svobodno tržaško ozemlje; на хърватски: Slobodni teritorij Trsta) е бивша подмандатна територия на ООН на територията на Триест с крайградската му територия, на която е придаден статут на град-държава.
Свободната територия Триест е последната брънка от възникналия още през XIX век спор за Далмация. В случая, Триест с прилежащата му крайградска територия е обект на териториален спор между Югославия от една страна, и Италия – от друга страна.
От 1382 г. Триест и околностите му са част от Свещената Римска империя и е етнически смесен град като население. В града живеят италианци, словенци, хървати, а също немци и унгарци.
През 1921 г. Италия подлага на репресии словенското и хърватско население на града, във връзка с изострените ѝ отношения с Югославия, след обявяването на регентството на Карнаро.
През 1943 г., след преврата на Бадолио срещу Мусолини, Триест е окупиран от Вермахта. На 1 май 1945 г. в града влизат едновременно югославски и британски военни части.
Свободната територия Триест е учредена на 10 януари 1947 г. с резолюция 16 на Съвета за сигурност на ООН и съгласно условията на мирния договор с Италия в Париж. Разделена е на две с оглед на администрацията: зона А на север и зона B на юг. Управлението на територията е поверено на военен губернатор, назначаващ се от страните, излъчващи мироопазващи сили на територията. На 5 октомври 1954 г. в Лондон е подписан договор, съгласно който двете зони на свободната територия са поделени между Италия и Югославия, а на 10 ноември 1975 г. свободната територия вече престава да съществува като такава и де юре с договора от Озимо, с което на практика и приключва спора за Далмация.
Въпреки това разрешение, едва през 2009 г. е уреден хърватско-словенския граничен спор за териториалния шелф и води в Пиранския залив на град Пиран.